# Aktisanes
Aktisanes (um das 4. Jahrhundert v. Chr.) war ein nubischer König. Er ist eventuell von drei Inschriften bekannt und wird bei dem klassischen Autor Hekataios von Abdera genannt.

## Einordnung
Eine der Inschriften mit dem Namen des Herrschers ist eine Bauinschrift, die nur in einer Kopie der Lepsius-Expedition erhalten ist. Sie stammt aus Nuri. Die beiden anderen Inschriften stammen aus den Amun-Tempel von Gebel-Barkal (Napata). Es handelt sich um ein Relieffragment, auf dem der Herrscher vor Amun-Re-Harachte-Atum dargestellt ist, und um einen Türpfosten. Die Lesung seines Geburtsnamens Aktisanes ist jedoch nicht sicher, da die entsprechenden Monumente nicht gut erhalten und die Hieroglyphen eher nachlässig geschrieben worden sind. Es wurde die Lesung Ktsn vorgeschlagen, und der Herrscher wurde deshalb mit dem aus griechischen Quellen bekannten Aktisanes gleichgesetzt. Andere vorgeschlagene Lesungen des Namens sind Pa-tjener, Gatiaqo oder Patiaqo. Diese Namenslesungen würden eine Gleichsetzung mit Aktisanes allerdings verbieten. Es ist deshalb, und auch wegen des Stils seiner Monumente vorgeschlagen worden, dass der Herrscher noch vor der Gründung des nubischen Reiches datiert.
Die Referenz bei Hekataios nennt einen nubischen König Aktisanes als Feind des ägyptischen Königs Amasis und ist wohl unhistorisch.

## Titel
- Horusname: Kanacht Merymaat
- Nebti-Name: Wermenuemperitefennepet
- Goldname: Irsanchirechiu
- Thronname: Menmaatre Setepenamun
- Eigenname: Aktisanes